# Олтон (округ Ідальго, Техас)
Олтон (англ. Alton) — місто (англ. city) в США, в окрузі Ідальго штату Техас. Населення — 18 198 осіб (2020).

## Географія
Олтон розташований за координатами 26°17′19″ пн. ш. 98°18′38″ зх. д. / 26.28861° пн. ш. 98.31056° зх. д. (26.288721, -98.310583).  За даними Бюро перепису населення США в 2010 році місто мало площу 15,29 км², з яких 15,23 км² — суходіл та 0,06 км² — водойми. В 2017 році площа становила 18,92 км², з яких 18,92 км² — суходіл та 0,01 км² — водойми.

## Демографія
Згідно з переписом 2010 року, у місті мешкала 12 341 особа в 3090 домогосподарствах у складі 2801 родини. Густота населення становила 807 осіб/км².  Було 3317 помешкань (217/км²).
Расовий склад населення:
| - 97,0 % — білих - 0,2 % — чорних або афроамериканців - 0,1 % — вихідців з тихоокеанських островів - 0,1 % — корінних американців - 0,1 % — азіатів - 1,8 % — осіб інших рас |

До двох чи більше рас належало 0,8 %. Частка іспаномовних становила 93,6 % від усіх жителів.
За віковим діапазоном населення розподілялося таким чином: 37,8 % — особи молодші 18 років, 56,3 % — особи у віці 18—64 років, 5,9 % — особи у віці 65 років та старші. Медіана віку мешканця становила 25,3 року. На 100 осіб жіночої статі у місті припадало 96,2 чоловіків;  на 100 жінок у віці від 18 років та старших — 91,8 чоловіків також старших 18 років.
Середній дохід на одне домашнє господарство  становив 39 236 доларів США (медіана — 27 726), а середній дохід на одну сім'ю — 39 981 долар (медіана — 28 758). Медіана доходів становила 24 189 доларів для чоловіків та 25 326 доларів для жінок. За межею бідності перебувало 42,7 % осіб, у тому числі 54,4 % дітей у віці до 18 років та 18,5 % осіб у віці 65 років та старших.
Цивільне працевлаштоване населення становило 5519 осіб. Основні галузі зайнятості: освіта, охорона здоров'я та соціальна допомога — 28,6 %, роздрібна торгівля — 16,0 %, будівництво — 11,3 %, науковці, спеціалісти, менеджери — 9,0 %.